# Campo di concentramento di Stutthof

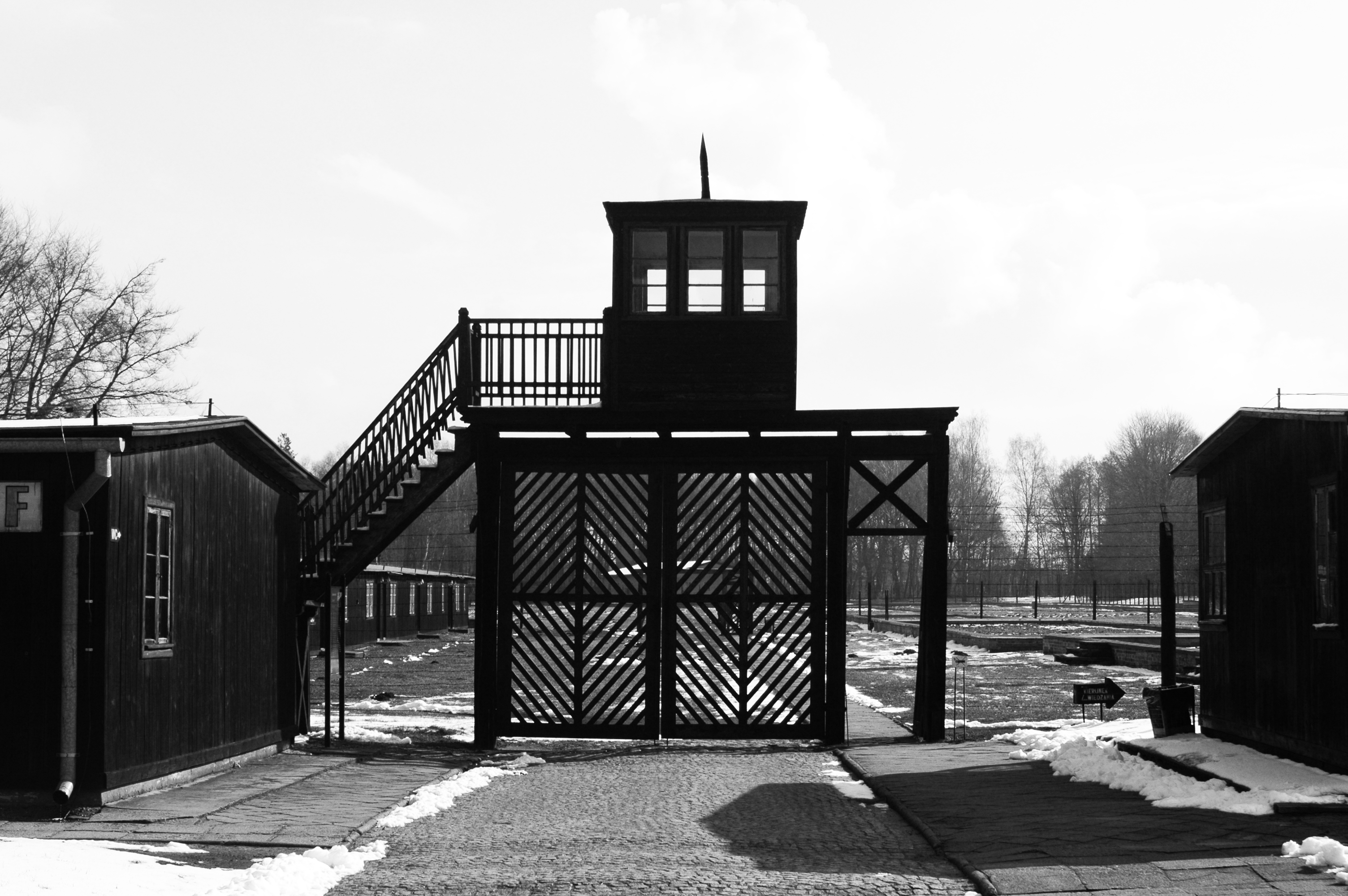
Il campo di concentramento di Stutthof nel 2008

Stutthof (in lingua tedesca: Konzentrationslager Stutthof o KZ Stutthof) è stato un campo di concentramento nazionalsocialista situato presso l'omonima città di Stutthof (oggi Sztutowo in Polonia), situata a 34 chilometri ad est di Danzica.

## Storia del campo
Già dal 1936 le autorità di polizia tedesche della Città Libera di Danzica controllavano e mantenevano elenchi di circoli polacchi potenzialmente «pericolosi». Tali elenchi sarebbero stati utilizzati, nell'eventualità di un conflitto, come base per preparare una lista di «elementi polacchi indesiderabili» da arrestare ed internare.
Nel luglio 1939 il Wachsturmbann «Eimann», composto da personale appartenente alle SS-Totenkopfverbände, iniziò ad effettuare una serie di ricerche per trovare località adatte all'installazione di nuovi campi di detenzione in vista dell'ormai imminente conflitto.
La località situata a nord-ovest del paesino di Stutthof venne selezionata per l'installazione di un campo entro la metà di agosto del 1939 ed immediatamente iniziarono i lavori di preparazione del sito utilizzando 500 detenuti schiavi provenienti dalle carceri di Danzica.

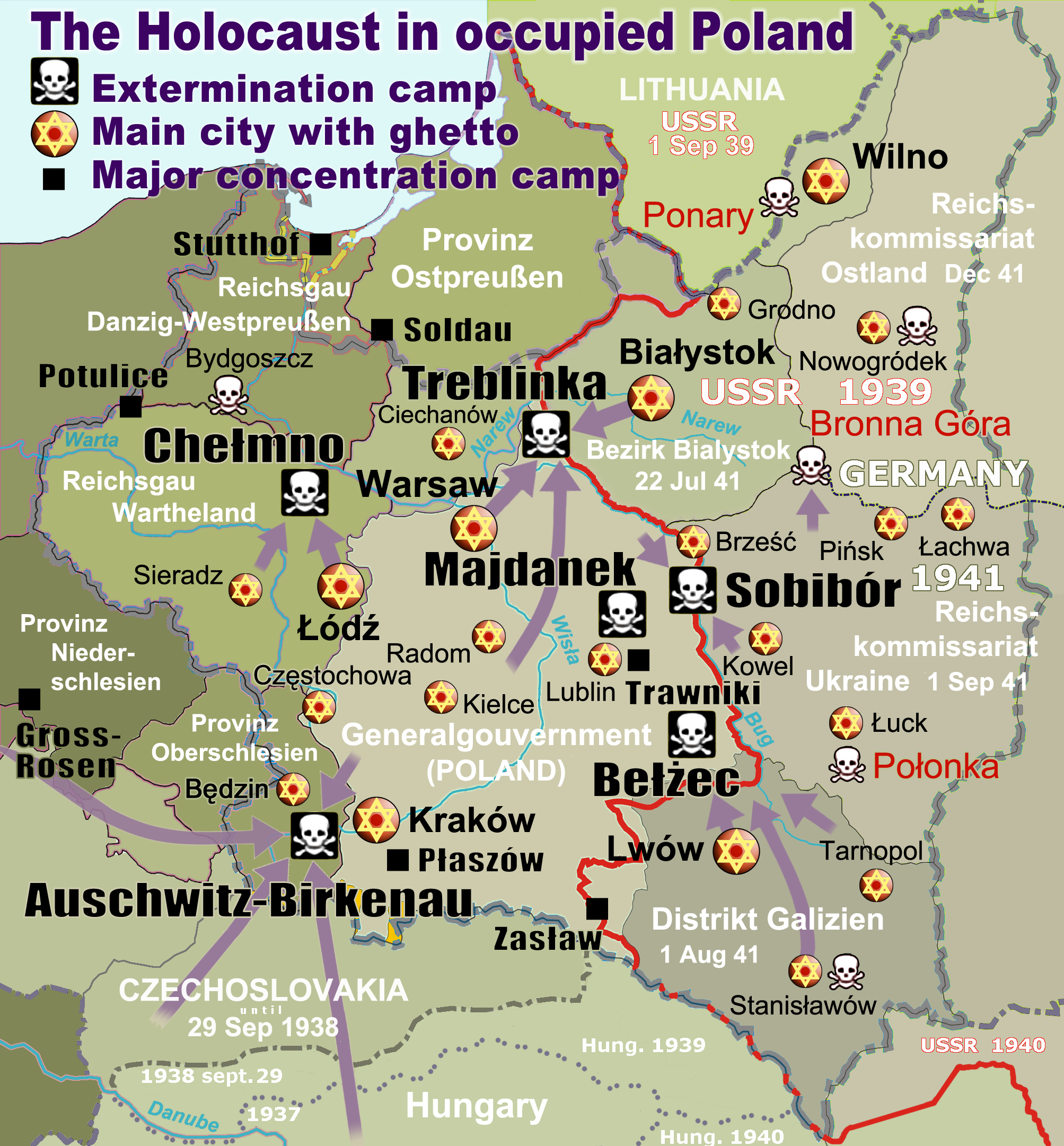
Mappa dei campi di concentramento nazisti in Polonia durante la seconda guerra mondiale, 1939-1945

Il 2 settembre 1939, giorno successivo allo scoppio del secondo conflitto mondiale, i primi 150 internati vennero trasferiti a Stutthof, che divenne così il primo campo nazionalsocialista situato fuori dalle frontiere del Reich.
I prigionieri erano, per la maggior parte, membri dell'intellighenzia polacca ed attivisti di organizzazioni invise al nuovo regime - fino al 1944 Stutthof non venne impiegato per l'internamento massivo di ebrei. Entro il 15 settembre il campo contava circa 6.000 internati - tra i quali anche alcuni prigionieri di guerra e numerosi insegnanti, sacerdoti e scienziati polacchi - catturati nella città di Danzica e nella regione della Pomerania. Molti di essi vennero giustiziati dalle SS che eseguivano le direttive di Hitler ed Himmler di eliminare la classe intellettuale polacca ed evitare così future sollevazioni popolari.
Con il prosieguo e l'ampliamento del conflitto, a Stutthof iniziarono ad arrivare deportati (oltre che dalla Polonia) dall'Unione Sovietica, dalla Danimarca e dalla Norvegia; per la conclusione della guerra erano presenti nel campo internati provenienti da 25 diverse nazioni. Nel frattempo il campo cambiò più volte il suo assetto amministrativo: inizialmente «campo di internamento civile» sotto il controllo del comandante della polizia di Danzica divenne un campo di «rieducazione attraverso il lavoro» amministrato dalla Polizia di sicurezza.
Il 7 gennaio 1942 il campo di Stutthof assunse la sua definitiva denominazione diventando a tutti gli effetti un Konzentrationslager («campo di concentramento»).

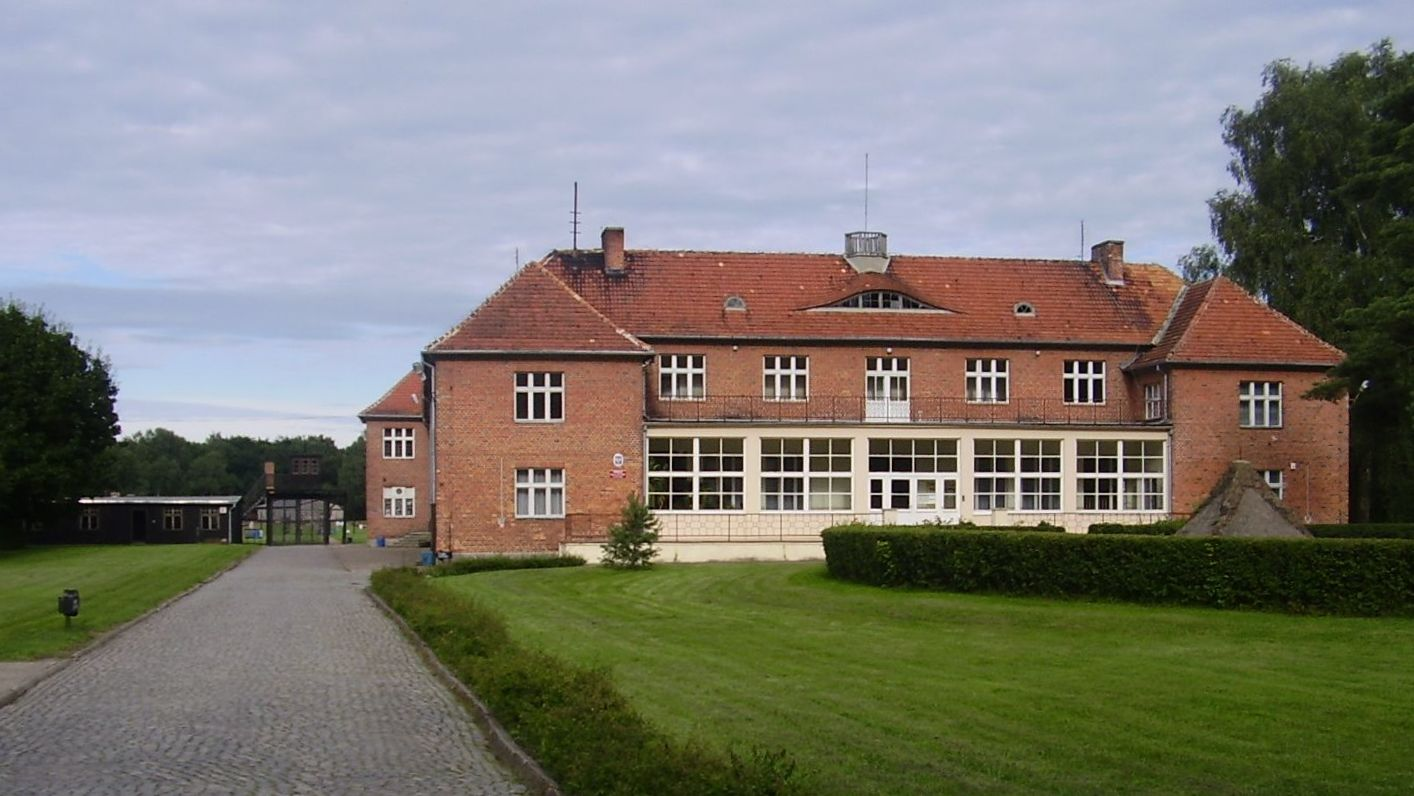
Entrata al campo

Nel 1942 iniziarono ad essere internate anche prigioniere donne e nel 1943 il campo originario venne ampliato - si passò dai 3.500 prigionieri del 1940 ai 57.000 del 1944 - e, come in altri casi, il complesso di Stutthof si ampliò fino ad includere numerosi campi satellite. Molti internati furono impiegati nelle imprese Deutsche Erd- und Steinwerke (D.E.S.T., «Compagnia tedesca dell'argilla e delle fabbriche di mattoni») e Deutsche Ausrüstungswerke (DAW, «Industria tedesca di equipaggiamenti») di proprietà delle SS che stabilirono alcuni loro impianti in prossimità del campo.
Nel 1944 l'impiego di manodopera forzata per l'industria degli armamenti del Reich divenne sempre più pressante e a Stutthof venne costruita una fabbrica aeronautica di proprietà della Focke-Wulf. Per controllare il sempre maggiore numero di deportati i reparti di guardia del campo vennero ampliati includendo numerose unità ucraine.
Le brutali condizioni di vita, la scarsa alimentazione e l'inesistente igiene scatenarono ciclicamente delle epidemie di tifo (le maggiori nel 1942 e 1944) all'interno del campo. I deportati ammalati o reputati troppo deboli per poter continuare a lavorare venivano periodicamente «selezionati» ed uccisi con iniezioni letali o, dal 1944, all'interno della camera a gas del campo.

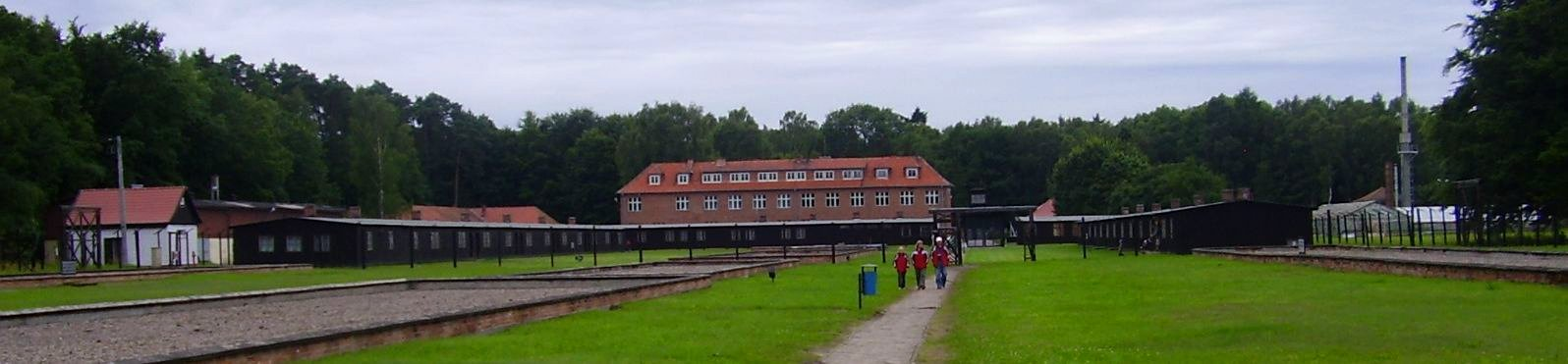
Panoramica del campo nel 2007

Probabilmente nell'estate 1943 (o forse all'inizio del 1944) il campo venne dotato di una camera a gas che utilizzava Zyklon B (acido cianidrico) come agente tossico per le uccisioni, lo stesso utilizzato ad Auschwitz; fu lo storico comandante di quest'ultimo campo, Rudolf Höß, a dare le opportune indicazioni di utilizzo al personale di Stutthof.
La prima operazione di sterminio documentata risale al 22 giugno 1944. A novembre 1944 le operazioni di gassazione vennero sospese. Esistono prove di 1.450 vittime uccise dal gas.
Contemporaneamente all'installazione ed impiego della camera a gas, iniziarono a giungere a Stutthof sempre più numerosi trasporti di ebrei - che divennero così una significativa percentuale degli internati - destinati all'immediata uccisione nel contesto della «soluzione finale». L'afflusso fu dovuto all'avanzata dalle forze sovietiche e al conseguente trasferimento di deportati dai campi minacciati situati più ad Est.
Nel luglio e agosto 1944 giunsero numerosi deportati ebrei dal campo estone di Klooga, da Białystok e da Varsavia, insieme a trasporti provenienti da Auschwitz, «sovraccarico» a causa delle operazioni in corso contro gli ebrei ungheresi.

## Evacuazione, marce della morte e liberazione
Alla fine del 1944 con l'avanzare delle truppe dell'Armata Rossa il campo venne evacuato. Circa 50.000 deportati presenti nel campo alla data dell'evacuazione, in maggioranza ebrei, furono costretti ad una marcia verso i campi all'interno della Germania. Circa 5.000 provenienti da alcuni sottocampi di Stutthof vennero condotti sulle rive del Mar Baltico, costretti ad entrare in acqua (in pieno inverno) e qui uccisi a colpi di mitragliatrice.
Gli altri furono ricondotti al campo di Stutthof quando ci si rese conto che le forze sovietiche avevano ormai tagliato tutte le vie di ritirata verso il Reich. In questa serie di marce e rientri nel freddo inverno polacco migliaia di deportati persero la vita.
Alla fine di aprile 1945 i prigionieri di Stutthof furono nuovamente condotti verso le rive del Mar Baltico e portati via nave a Neuengamme (nei pressi di Amburgo) oppure in altri campi della zona baltica. Nel corso dell'operazione si stima che siano stati uccisi circa 25.000 prigionieri su 50.000.
Pochi giorni prima del termine del conflitto i prigionieri sopravvissuti furono trasferiti a Malmö, in Svezia ed affidati alle cure della nazione neutrale.
Il campo di Stutthof fu liberato il 9 maggio 1945 dalle forze sovietiche. Primo ad essere creato fuori dai confini del Reich, fu anche l'ultimo ad essere liberato. Si stima che su 115.000 internati transitati a Stutthof ne siano morti circa 65.000,

## Lista dei sottocampi
- Bocień (Bottschin),
- Brusy (Bruß),
- Bydgoszcz (Bromberg),
- Cieszyny,
- Danzica (Danzig),
- Elbląg (Elbing),
- Garczyn,
- Gdańsk-Nowy Port (Danzig-Neufahrwasser),
- Gdynia (Gotenhafen),
- Grenzdorf (Graniczna Wieṡ),
- Grudziądz (Graudenz),
- Kępiny Wielkie (Zeyerniederkampen),
- Kokoszki (Kokoschken),
- Lębork (Lauenburg/Pommern),
- Maćki (Matzkau),
- Mierzynek,
- Niskie-Brodno,
- Pelplin,
- Police (Pölitz),
- Pruszcz (Praust),
- Przebrno (Pröbernau),
- Rusocin (Russoschin),
- Sępopol (Schippenbeil),
- Skowarcz (Schönwarling),
- Słupsk (Stolp),
- Sophienwalde,
- Starogard (Stargard),
- Toruń (Thorn)

### Lista complessiva di tutte le unità (campi e comandi)
- Bottschin
- Bromberg-Ost
- Chorabie
- Cieszyny
- Danzig-Burggraben / Kokokszki
- Danzig-Neufahrwasser
- Danzigerwerf / Gdansk
- Dzimianen
- Elbing
- Elblag (Org. Todt)
- Elblag (Schinau)
- Police / Szczecin
- Gdynia
- Gerdenau
- Graudenz
- Grenzdorf
- Grodno
- Gutowo
- Gwisdyn
- Heiligenbeil
- Jessu
- Kokoschken
- Kolkau
- Krzemieniewo
- Lauenburg
- Malken Mierzynek
- Nawitz
- Niskie
- Obrzycko
- Prault
- Pröbernau
- Rosenberg / Brodnica
- Scherokopas
- Schiffenbeil
- Serappen
- Sophienwalde
- Slipsk
- Starorod
- Pruszcz
- Brusy
- Torun (AEG, Organizzazione Todt)